# Declaración de Chapultepec
La Declaración de Chapultepec es una declaración de derechos y un decálogo de principios sobre la libertad de expresión en las Américas realizada el 11 de marzo de 1994 durante la Conferencia Hemisférica sobre la Libertad de Expresión en la Ciudad de México.
Desde el año 2020, el Índice Chapultepec mide el estado de la libertad de prensa en 22 países americanos.

## Contenido
La declaración contiene un preámbulo y 10 principios:

1. No hay personas ni sociedades libres sin libertad de expresión y de prensa. El ejercicio de ésta no es una concesión de las autoridades; es un derecho inalienable del pueblo.
2. Toda persona tiene el derecho a buscar y recibir información, expresar opiniones y divulgarlas libremente. Nadie puede restringir o negar estos derechos.
3. Las autoridades deben estar legalmente obligadas a poner a disposición de los ciudadanos, en forma oportuna y equitativa, la información generada por el sector público. No podrá obligarse a ningún periodista a revelar sus fuentes de información.
4. El asesinato, el terrorismo, el secuestro, las presiones, la intimidación, la prisión injusta de los periodistas, la destrucción material de los medios de comunicación, la violencia de cualquier tipo y la impunidad de los agresores, coartan severamente la libertad de expresión y de prensa. Estos actos deben ser investigados con prontitud y sancionados con severidad.
5. La censura previa, las restricciones a la circulación de los medios o a la divulgación de sus mensajes, la imposición arbitraria de información, la creación de obstáculos al libre flujo informativo y las limitaciones al libre ejercicio y movilización de los periodistas, se oponen directamente a la libertad de prensa.
6. Los medios de comunicación y los periodistas no deben ser objeto de discriminaciones o favores en razón de lo que escriban o digan.
7. Las políticas arancelarias y cambiarias, las licencias para la importación de papel o equipo periodístico, el otorgamiento de frecuencias de radio y televisión y la concesión o supresión de publicidad estatal, no deben aplicarse para premiar o castigar a medios o periodistas.
8. El carácter colegiado de periodistas, su incorporación a asociaciones profesionales o gremiales y la afiliación de los medios de comunicación a cámaras empresariales, deben ser estrictamente voluntarios.
9. La credibilidad de la prensa está ligada al compromiso con la verdad, a la búsqueda de precisión, imparcialidad y equidad, y a la clara diferenciación entre los mensajes periodísticos y los comerciales. El logro de estos fines y la observancia de los valores éticos y profesionales no deben ser impuestos. Son responsabilidad exclusiva de periodistas y medios. En una sociedad libre la opinión pública premia o castiga.
10. Ningún medio de comunicación o periodista debe ser sancionado por difundir la verdad o formular críticas o denuncias contra el poder público.

## Suscripciones
Los siguientes países se suscribieron a la declaración:
- Panamá, el 3 de junio de 1994[4]
- Perú, el 12 de febrero de 2001[5]
- Brasil, el 3 de mayo de 2006[6]
- Paraguay, el 22 de febrero de 2007[7]
- Chile, el 3 de mayo de 2011[8]
- Colombia, el 3 de noviembre de 2011[9]
- Costa Rica, el 6 de mayo de 2015[10]
- Ecuador, el 20 de febrero de 2019[11]
- República Dominicana, el 23 de octubre de 2020[12]

### Otros firmantes
- Municipalidad de Quito, 2 de mayo de 2017[3]